# پادشاهی آلتاوا
پادشاهی آلتاوا (انگلیسی: Kingdom of Altava) یا حکومت مائورو-رومی الجزایر،
یکی از از حکومت مستقل مسیحی و بربر-رومی در منطقه الجزایر امروزی بنا نهاده شده بود. این حکومت به ترتیب توسط ماسونا (۵۰۸)، ماستیگاس (۵۳۵–۵۴۰)، گارمول (۵۶۰–۵۷۹) و کیسله (۶۸۰–۶۹۰) اداره می‌شد.

## تاریخچه حکومت

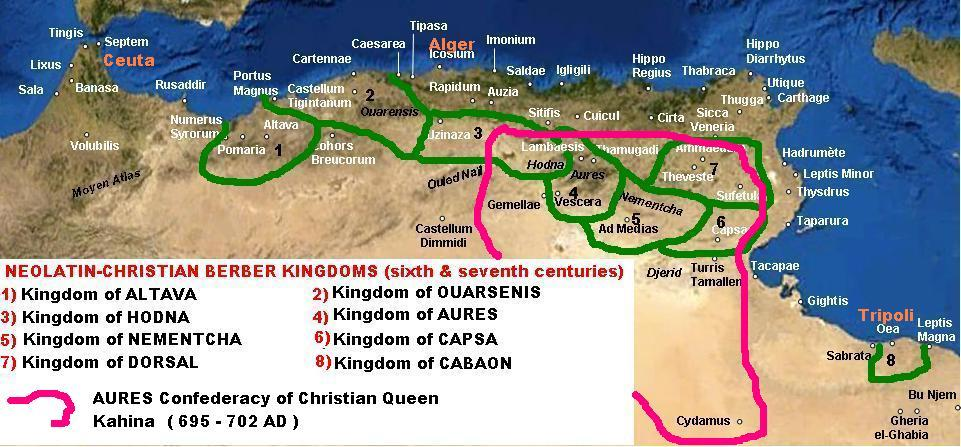
جایگاه حکومت آلتاوا در کنار سایر حکومت‌های خودکامه شمال آفریقا

حکومت آلتاوا در الجزایر امروزی از قرن ۴ میلادی تا مرگ آخرین پادشاه این حکومت، کسیله بن لمزم، در سال ۶۹۰ میلادی حکومت می‌کرد که به حکومت مائورو-رومی نیز معروف است.
اولین شاه این حکومت، ماسونا بود که یکی از مهمترین حکام و معروف این حکومت است که در نوشته‌های غربی شرح‌های زیادی از وی و بخصوص پایتختش، آلتاوا (اولاد میمون امروزی) نوشته‌اند.
از دیگر حکام مشهور این پادشاهی، کسیله بن لمزم است که آخرین پادشاه این سلسله بود که در سال ۶۹۰ میلادی کشته شد. وی به خاطر مقاومت کردن در مقابل لشکر امویان که قصد گشایش مغرب عربی را داشتند، معروف است. وی سرانجام پس از مقاومت‌های فراوان، در سال ۶۹۰ میلادی در مقابل زهیر بن قیس بلوی در نبرد محما (نزدیکی قیروان) شکست خورد و کشته شد ولی با مرگ او، مقاومت‌های شدیدی در مقابل اعراب مهاجم در مغرب عربی شکل گرفت که معروف‌ترین آنها ملکه رومی-بربری قبیله جروا به نام کاهنه بود که توانست به موفقیت‌هایی کوتاه مدت دست بابد اما سرانجام در سال ۷۰۹ میلادی به‌طور کامل توسط لشکر امویان، نابود شدند.